# Fabrice Philipot
Fabrice Philipot (Montbard, 24 de septiembre de 1965-17 de junio de 2020) fue un ciclista profesional francés. Debutó como profesional el año 1988 y se retiró después de la campaña 1994.
Su mayor éxito como profesional fue la consecución del maillot blanco del mejor joven del Tour de Francia de 1989.

## Palmarés
1987
- Giro del Valle de Aosta, más 1 etapa
- Stuttgart–Estrasburgo

1989
- 1 etapa del Gran Premio de Midi Libre
- Mejor joven del Tour de Francia

1991
- 1 etapa del Tour de Vaucluse

## Resultados en Grandes Vueltas
| Carrera | Carrera         | 1988 | 1989 | 1990 | 1991 | 1992 | 1993 | 1994 |
| ------- | --------------- | ---- | ---- | ---- | ---- | ---- | ---- | ---- |
|         | Vuelta a España | —    | —    | —    | 24.º | Ab.  | —    | —    |
|         | Giro de Italia  | 37.º | —    | 13.º | —    | 22.º | Ab.  | —    |
|         | Tour de Francia | —    | 24.º | 14.º | 24.º | Ab.  | —    | —    |

—: no participa
Ab.: abandono